# Komorowice (powiat wrocławski)

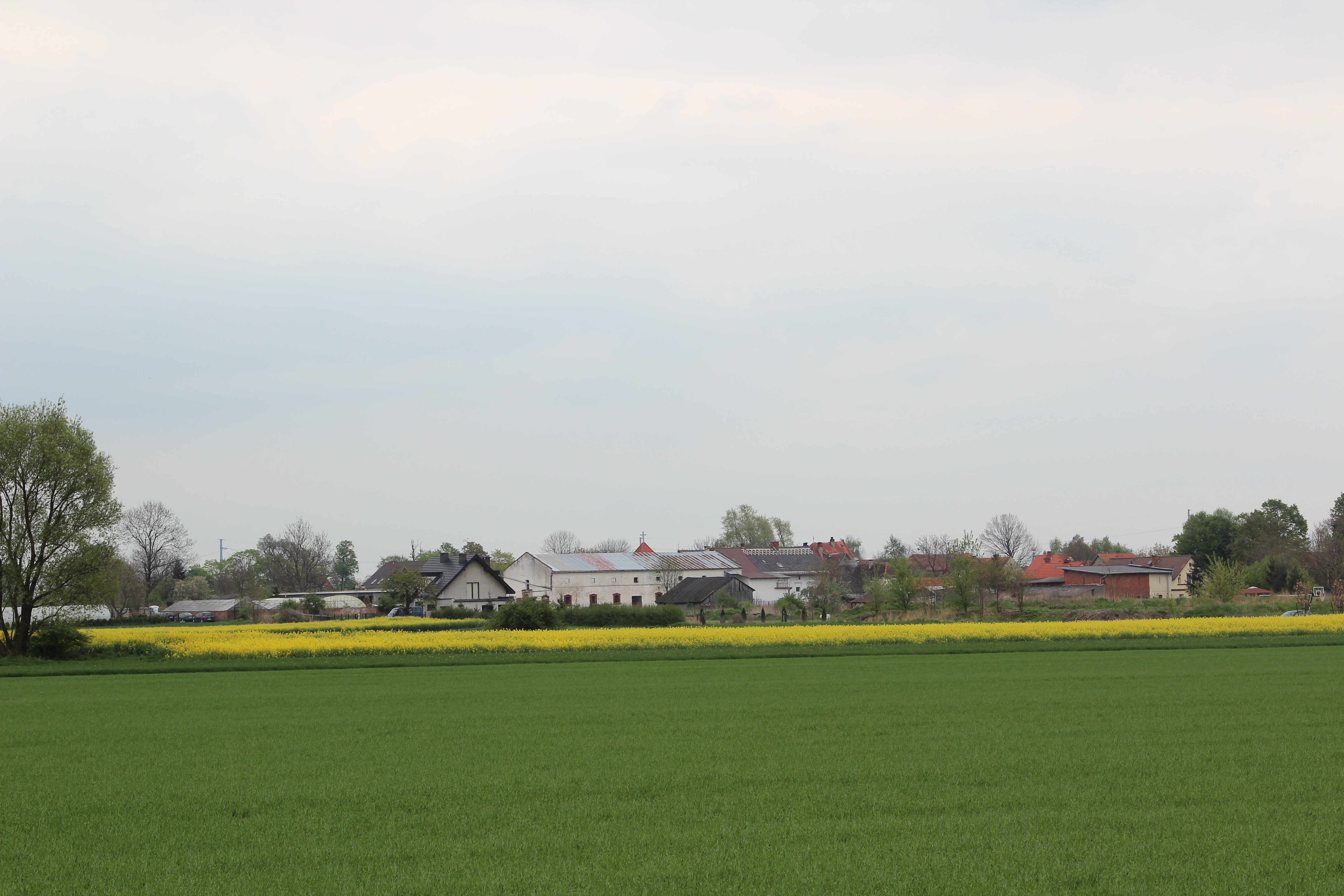
Widok ze szlaku dookoła Wrocławia im. doktora Bronisława Turonia

Komorowice (niem. Schönwasser) – wieś w Polsce położona w województwie dolnośląskim, w powiecie wrocławskim, w gminie Żórawina.
W latach 1975–1998 miejscowość należała administracyjnie do województwa wrocławskiego.

## Nazwa
W księdze łacińskiej Liber fundationis episcopatus Vratislaviensis (pol. Księga uposażeń biskupstwa wrocławskiego) spisanej za czasów biskupa Henryka z Wierzbna w latach 1295–1305 miejscowość wymieniona jest w zlatynizownej formie Comorowitz.

## Zabytki
Do rejestru zabytków wpisany jest:
- zespół pałacowy:
  - pałac w Komorowicach - zamek renesansowy, zbudowany w 1529 r. - w początkach XVI w. (przebudowa z 1700 r. zatarła większość cech renesansowych, z których zachowały się tylko obramienia okienne) i w drugiej połowie XIX w., dobrze zachowany - nr rejestru A/3967/1793 z 20.08.1966 r.
  - park - nr rejestru A/3968/380 z 24.07.1976 r.